# محطة قطار الرملة
محطة قطار الرملة (بالعبرية: תחנת הרכבת רמלה) هي محطة قطار تقع في وسط مدينة الرملة في المنطقة الوسطى في إسرائيل. اُفتتحت المحطة في عام 2003 وهي محطة تقع في وسط خط نتانيا – بيت شيمش وخط نهاريا – بئر السبع.

## تاريخ
بُنيت محطة الرملة لأول مرة في عام 1891 على يد الأتراك على سكة حديد يافا – القدس وكانت تقع شرقي المدينة. بدأت خدمة القطارات بين يافا والرملة في أبريل 1891 ، أي قبل حوالي عام من افتتاح الخط كاملًا في 26 سبتمبر 1892 ، لهذا تعتبر من أقدم المحطات في فلسطين التاريخية ودولة إسرائيل.
في 27 مايو 1947 ، نسفت المنظمة العسكرية «إتسل» محطة القطار ودمرتها بالكامل. بعد استئناف تشغيل خط قطار تل أبيب – القدس، بُنيت محطة صغيرة في أوائل الخمسينيات من القرن الماضي في الطرف الشرقي من مدينة الرملة، بالقرب من المكان الذي تواجدت فيه المحطة العثمانية، وكانت برصيف وحيد وعدد من المقاعد وهيكل خرساني صغير يأوي جزء من المسافرين.
أُغلقت المحطة أمام حركة القطارات في عام 1998 بعد إيقاف تشغيل القطارات المتجهة إلى القدس بسبب سوء حالة السكة الحديدية بين بيت شيمش والقدس، على الرغم من استمرار تشغيل القطارات المتجهة إلى بئر السبع ومرورها من المحطة دون توقف.
في عام 2001 تقرر بناء محطة جديدة في مدينة الرملة غرب المحطة القديمة، بالقرب من محطة الباصات المركزية والمكاتب الحكومية وعلى مسافة قريبة من مركز المدينة. وُضع الحجر الأساس للمحطة الجديدة في 29 مايو 2002 ، وفي 12 أبريل 2003 اُفتتحت المحطة للمسافرين.
كانت في البداية المحطة النهائية على خط كفار سابا – الرملة، لكن بعد ستة أشهر مُدد الخط إلى بيت شيمش وافتتحت محطة هناك.

### محطة قطار الرملة – غرب
مع افتتاح خط الضواحي تل أبيب – رحوڨوت عام 1990 ، اُفتتحت محطة قطار على السكة الحديدية بين اللد وبئر يعقوب إلى الجنوب قليلًا من تقاطع السكة مع الطريق السريع 44 ، يُطلق عليها "الرملة – غرب". كانت المحطة في الواقع كوخًا صغيرًا على جانب السكة بدون رصيف مرتفع. نظرًا لموقعها خارج المدينة، لم تكتسب المحطة شعبية وأُغلقت بعد بضعة أشهر. في وقت لاحق، أعد مكتب «أرمون» للهندسة المعمارية خطة لبناء مدينة كاملة للمحطة.

## تصميم
تضم المحطة صالة ركاب ومنطقة انتظار ورصيفين جانبيين يخدمان سكتين، يتم الانتقال بين الأرصفة عبر جسر فوق القضبان الحديدية، للوصول إليه هناك سلالم متحركة ومصعد.

## خطوط
في المحطة، يتوقف قطاران كل ساعة باتجاه تل أبيب، وقطار كل ساعة باتجاه بيت شيمش وقطار آخر باتجاه بئر السبع.